# Avdalsfossen
Avdalsfossen is een waterval in de Utladalen, onderdeel van de gemeente Årdal in de Noorse provincie Vestland. 
Het water van de rivier Slufsedøla en de Gravdøla valt van een hoogte van 175 meter in de Utla. De Avdalsfossen wordt gevoed door het smeltwater uit het gebergte Hurrungane. Na een warme periode in het voorjaar en in de zomer is de Avdalsfossen op zijn spectaculairst en neemt de waterval in kracht toe.
Naast de Avdalsfossen zijn er nog drie andere grote watervallen te bezichtigen in de Utladalen: Stolsmaradalsfossen, Vettisfossen en Midtmardalsfossen.